# Júlio Ribeiro
Júlio César Ribeiro Vaughan (Sabará, 16 de abril de 1845 – Santos, 1 de novembro de 1890) foi um  escritor e gramático brasileiro.
Foi o criador da bandeira do estado de São Paulo, concebida em 1888 para ser a bandeira da república. Foi escolhido para o patronato da cadeira 24 da Academia Brasileira de Letras por seus membros fundadores.

## Biografia
Júlio Ribeiro foi casado com Belisária Pinheiro Ribeiro e teve uma filha chamada Maria Júlia Pinheiro Ribeiro. O verdadeiro nome de sua filha era Maria Francisca, mas foi mudado para Maria Júlia pela mãe, após a morte de Júlio, em sua homenagem. Maria Júlia foi casada com o professor Albertino Pinheiro, com quem teve a filha Elsie Pinheiro.

## Escritor e engajado
Polêmico, abolicionista, anticlerical e representante do naturalismo, movimento fundado pelo francês Émile Zola.
A Carne, publicado em 1888, é seu romance mais conhecido, possivelmente a sua obra-prima. Conta a ardente paixão entre a jovem Lenita e o engenheiro de meia-idade Manuel, filho do coronel Barbosa. O livro provocou escândalo por abordar temas até então ignorados pela literatura da época, como amor livre, divórcio e um novo papel da mulher na sociedade. Definitivamente, é um livro sobre a sexualidade humana.
Por sua importância em sua época, foi eleito pela Academia Brasileira de Letras, com o Patronato da Cadeira 24, por escolha de seu primeiro ocupante, Garcia Redondo.

## Família
Júlio Ribeiro deu início a uma dinastia de escritores. É avô da escritora e cronista Elsie Lessa, bisavô dos escritores e cronistas Ivan Lessa e Sérgio Pinheiro Lopes, e trisavô da escritora Juliana Foster.

## Bandeira de São Paulo

Atual bandeira do estado de São Paulo.

Júlio Ribeiro propôs em 16 de julho de 1888, logo após a Abolição da Escravatura, a atual bandeira de São Paulo para ser a bandeira do Brasil, sendo parte da sua campanha pela República.

## Obras
- O Padre Belchior de Pontes (romance em 2 volumes, 1867 / 1868)
- Grammatica Portugueza (1881)
- Cartas sertanejas (1885)
- A Carne (1888)
- Uma polêmica célebre (1934)

## Cronologia
- 1845 - Nasce Júlio César Ribeiro Vaughan, filho do norte-americano George Washington Vaughan e de D. Maria Francisco Ribeiro Vaughan, em 10 de abril, no município de Sabará, em Minas Gerais.
- 1862 - Vai para o Rio de Janeiro e ingressa na Escola Militar.
- 1865 - Abandona a Escola Militar e dirige-se para São Paulo, dedicando-se ao magistério livre.
- 1867/1868 - Publica o seu primeiro romance, intitulado O Padre Belchior de Pontes.
- 1870 - Funda e dirige, em Sorocaba, o jornal O Sorocabano.
- 1877 - Publica, no Almanaque de São Paulo, Os fenícios no Brasil.
- 1880 - Colabora no jornal Gazeta do Povo e publica Traços Gerais de Linguística.
- 1881 - Publica a Gramática Portuguesa.
- 1885 - Publica Cartas Sertanejas.
- 1887 - Procelárias e Holmer Brasileiro ou Gramática de Puerícia, tradução da Introduction to English Grammar, de G. F. Holmer.
- 1888 - Sai o romance A Carne. Júlio Ribeiro começa a responder as ofensas a ele dirigidas pelo padre Senna Freitas, dando origem à disputa através dos jornais, mais tarde reunida em volume sob o título Uma Polêmica Célebre.
- 1890 - Morre tuberculoso, em Santos, aos 45 anos de idade.